# 1966 v loďstvech
Tento článek obsahuje významné události v oblasti loďstev v roce 1966.

## Lodě vstoupivší do služby
- 1. ledna –  Vénus (S-649) – ponorka třídy Daphné

- 25. února –  Junon (S-648) – ponorka třídy Daphné

- 1. března –  HMS Cleopatra (F28) – fregata Typu 12I Leander

- 10. dubna –  Umberto Grosso (F 541) – korveta třídy Pietro de Cristofaro

- 25. dubna –  Salvatore Todaro (F 543) – korveta třídy Pietro de Cristofaro

- 15. dubna –  HMS Phoebe (F42) – fregata Typu 12I Leander

- 13. května –  HMS Minerva (F45) – fregata Typu 12I Leander

- 15. června –  HMS Sirius (F40) – fregata Typu 12I Leander

- 18. července –  HMS Valiant (S102) – ponorka stejnojmenné třídy

- 22. července –  USS Flasher (SSN-613) – ponorka třídy Thresher

- 10. srpna –  Licio Visitini (F 542) – korveta třídy Pietro de Cristofaro

- 6. prosince –  USS Queenfish (SSN-651) – ponorka třídy Sturgeon

- 20. prosince –  USS Guardfish (SSN-612) – ponorka třídy Thresher